# Calyptomyrmex duhun
Calyptomyrmex duhun är en myrart som beskrevs av Bolton 1981. Calyptomyrmex duhun ingår i släktet Calyptomyrmex och familjen myror. Inga underarter finns listade.